# Rêve (chanteuse)
Pour les articles homonymes, voir Rêve (homonymie).
 (août 2023).
La mise en forme du texte ne suit pas les recommandations de Wikipédia : il faut le « wikifier ».
Les points d'amélioration suivants sont les cas les plus fréquents. Le détail des points à revoir est peut-être précisé sur la page de discussion.
- Les titres sont pré-formatés par le logiciel. Ils ne sont ni en capitales, ni en gras.
- Le texte ne doit pas être écrit en capitales (les noms de famille non plus), ni en gras, ni en italique, ni en « petit »…
- Le gras n'est utilisé que pour surligner le titre de l'article dans l'introduction, une seule fois.
- L'italique est rarement utilisé : mots en langue étrangère, titres d'œuvres, noms de bateaux, etc.
- Les citations ne sont pas en italique mais en corps de texte normal. Elles sont entourées par des guillemets français : « et ».
- Les listes à puces sont à éviter, des paragraphes rédigés étant largement préférés. Les tableaux sont à réserver à la présentation de données structurées (résultats, etc.).
- Les appels de note de bas de page (petits chiffres en exposant, introduits par l'outil «  Source ») sont à placer entre la fin de phrase et le point final[comme ça].
- Les liens internes (vers d'autres articles de Wikipédia) sont à choisir avec parcimonie. Créez des liens vers des articles approfondissant le sujet. Les termes génériques sans rapport avec le sujet sont à éviter, ainsi que les répétitions de liens vers un même terme.
- Les liens externes sont à placer uniquement dans une section « Liens externes », à la fin de l'article. Ces liens sont à choisir avec parcimonie suivant les règles définies. Si un lien sert de source à l'article, son insertion dans le texte est à faire par les notes de bas de page.
- La présentation des références doit suivre les conventions bibliographiques. Il est recommandé d'utiliser les modèles {{Ouvrage}}, {{Chapitre}}, {{Article}}, {{Lien web}} et/ou {{Bibliographie}}. Le mode d'édition visuel peut mettre en forme automatiquement les références.
- Insérer une infobox (cadre d'informations à droite) n'est pas obligatoire pour parachever la mise en page.

Pour une aide détaillée, merci de consulter Aide:Wikification.
Si vous pensez que ces points ont été résolus, vous pouvez retirer ce bandeau et améliorer la mise en forme d'un autre article.
Briannah Donolo, connue sur le nom de Rêve, née le 2 mars 1996 à Montréal, est une chanteuse et une autrice-compositrice-interprète canadienne, signé avec 31 East / Universal Music Canada.

## Biographie
Donolo est née le 2 mars 1996 à Montreal et elle a toujours aimée la musique. Quand elle avait trois ans, elle a essayé de faire correspondre les notes d'un vrai piano sur son piano jouet. Son père est italien.
Elle avait attirée l'attention pour avoir chanté les hymnes nationaux américain et canadien avant un match de hockey le 13 novembre 2014. Cette prestation a provoqué une popularité sur les réseaux sociaux car elle a donné à l'hymne américain un son pop. Elle a été contactée par TMZ après que la vidéo de sa prestation a atteint 100 000 vues sur YouTube.
Donolo a ensuite déménagé à Toronto pour essayer de prendre pied dans l'industrie de la musique. Elle parle anglais et français[réf. nécessaire].

## Carrière
Signé avec 31 East / Universal Music Canada, Rêve a d'abord gagné une suite en se produisant sur des mashups avec des paroles originales sur TikTok. En juillet 2021, son premier single sur un label majeur, "Still Dancing", est sorti sur Astralwerks. Elle l'a écrit avec Sara Diamond  et Banx & Ranx. Son deuxième single " Skin 2 Skin " est sorti en août 2021. Il utilise un extrait du groupe Chicago qui figure également dans la chanson de danse de 1995 " The Bomb! (These Sounds Fall into My Mind) " de The Bucketheads.
Son single "Ctrl + Alt + Del" est sorti le 19 septembre 2021 et a été produit par Banx & Ranx, qui a également co-écrit la chanson avec elle. "Ctrl + Alt + Suppr" a figuré sur le Canadian Hot 100 pendant 29 semaines, culminant au numéro 38. Il est également présenté dans le jeu vidéo FIFA 22 et a ensuite été certifié platine au Canada. Elle espère sortir un album complet en 2023. Son single "Layover" est sorti le 25 février 2022.
Elle a reçu une nomination aux Prix Juno pour l'artiste révolutionnaire de l'année aux prix Juno de 2023.
Elle sort ses troisième et quatrième singles, « Big Boom » et « Contemporary Love » l'année suivante, et le 21 juillet 2023, elle annonce la sortie de son album « Saturn Return ». Sa date de sortie est actuellement prévue pour le 13 octobre 2023. Ailleurs, elle a participé à un enregistrement vedette du single "What I Shouldn't Do" de Serena Ryder, sorti en tant que single caritatif au profit de la campagne Feel Out Loud de Jeunesse pour la santé mentale des jeunes.
En 2023, Rêve est apparue comme elle-même dans la deuxième saison de la série comique Crave Shoresy. Elle est également apparue en tant que juge invitée lors de la quatrième saison de Canada's Drag Race.

## Influence
Dans une interview avec MTV UK, Rêve a déclaré: "Ils changent constamment, mais mes influences musicales" essentielles "sont Kaytranada, Robyn, Rüfüs Du Sol, Madonna et SG Lewis."

## Récompenses et nominations
| Année | Award       | Catégorie                          | Work               | Résultat   |
| ----- | ----------- | ---------------------------------- | ------------------ | ---------- |
| 2022  | SOCAN Award | Musique de danse                   | "Ctrl + Alt + Del" | Lauréat    |
| 2023  | Juno Award  | Artiste révolutionnaire de l'année | Rêve               | En attente |
| 2023  | Juno Award  | Choix du ventilateur               | Rêve               | En attente |
| 2023  | Juno Award  | Enregistrement de danse de l'année | "Ctrl + Alt + Del" | Lauréat    |

## Discographie

### Albums studio
| Title          | Album details                                                                                     |
| -------------- | ------------------------------------------------------------------------------------------------- |
| Saturne return | - Programmé: 13 octobre 2023 - Labels: 31 East, Universal Music Canada - Format: Digital download |

### EP
| Title   | EP details                                                                                        |
| ------- | ------------------------------------------------------------------------------------------------- |
| Layover | - Programmé: 25 février 2022 - Labels: 31 East, Universal Music Canada - Format: Digital download |